# Agrotera barcealis
Agrotera barcealis là một loài bướm đêm trong họ Crambidae.